# 인스밸리
인스밸리(Insvalley)는 대한민국의 보험계리 및 상품, 자동차보험, 마케팅, 언더라이팅 등을 전문으로하는 인터넷 기반의 보험비교판매전문회사이다. 2000년 7월 4일 출범하였다.
현재 시뮬레이션과 전문가 상담을 통한 컨설팅 서비스, 각종 보험상품을 판매하고, 온라인 보험쇼핑몰서비스, 여러 보험 제휴사를 통한 보험료 비교, 보험 및 재테크 관련 각종 정보를 제공한다.
현재 서울특별시 구로구 신도림동에 본사를 두고 있으며 부천, 부평, 분당, 이천, 경주, 구미, 천안, 역삼, 논현에 지점이 설립되어있다.